# Herb gminy Sulików
Herb gminy Sulików – symbol gminy Sulików.

## Wygląd i symbolika
Herb przedstawia na tarczy dzielonej w kształt litery „T” pole górne czerwone, w polu lewym białym zieloną górę symbolizującą Górę Ognistą, natomiast w polu prawym na czarnym tle 11 bochenków chleba.